# Luís de Loureiro
Luís de Loureiro, por vezes Luís do Loureiro (Viseu, Silgueiros?, c. 1490 - Tânger, 13 de Março de 1553), a quem vulgarmente se chama o Grande Luís de Loureiro foi um nobre e notável Capitão português que, durante mais de 40 anos, terçou armas em Marrocos, onde veio a morrer numa refrega com os mouros. Exerceu os cargos de Adail-Mor do Reino de Portugal, Capitão de Safim, de Santa Cruz do Cabo de Gué, novamente de Safim para a sua evacuação, de Mazagão, de Arzila para a sua evacuação, e de Tânger, e foi um dos heróis mais esclarecidos na Nação.

## Biografia

### Família
Nascido no reinado de D. João II de Portugal, era filho de Henrique de Loureiro, por vezes Henrique do Loureiro, nascido cerca de 1460, o qual consta duma Decisão de Phebo ser filho natural legitimado por Carta Real de D. João II de Portugal de 25 de Junho de 1482, que foi Senhor da Casa de seu Pai e sucedeu na Honra e Quintã de Loureiro, por doação de seu pai, feita a 10 de Setembro de 1485 e confirmada por D. João II a 8 de Junho de 1487, Cavaleiro d' El-Rei com Carta de Privilégio de Fidalgo de 9 de Julho de 1487, e grande Cavaleiro em África, onde assistiu muito tempo e serviu com valor. Foi Fidalgo da Casa Real de El-Rei D. Manuel I de Portugal, como consta do Livro dos Registos da Câmara de Viseu, Cavaleiro Fidalgo e Cidadão Nobre da Governança de Viseu, onde foi, nomeadamente, Vereador do Senado da Câmara pela Nobreza em 1505, e de sua mulher Brites ou Beatriz Rodrigues Cardoso, filha de Diogo Rodrigues Cardoso e de sua mulher, e irmã de Pedro Rodrigues Cardoso, chamado o Surdo, casado e com geração. Este Diogo Rodrigues Cardoso teve uma irmã que se chamava Leonor Rodrigues Cardoso, primeira mulher de Lopo Álvares Cardoso, de Viseu. O seu pai teve uma filha bastarda, Briolanja de Figueiredo, que se criou em casa de Álvaro de Carvalho e de lá casou com Diogo Lopes de Figueiredo, nascido em Viseu, Silgueiros, Silvares, certamente neto ou bisneto doutro Diogo Lopes de Figueiredo, Escudeiro do Infante D. Henrique, morador em Silvares, Silgueiros, Viseu, onde, a 21 de Abril de 1447, recebeu do Cabido de Viseu o Prazo de três casas, com geração feminina. Descendia dum Monge do século XII, Frei Dionísio, que fundara a Igreja de Santa Maria de Silgueiros, na cidade Beirã de Viseu.

### Adail de Safim
Parece ter ido pela primeira vez a Marrocos com Nuno Fernandes de Ataíde em 1510, visto que, segundo carta deste ao Rei D. Manuel I de Portugal, servira no Cerco de Safim, em Dezembro desse ano.
Em 1511, era Adail da cidade Africana de Safim.
Em 1515, encontramo-lo na expedição malograda da Mamora e, logo no ano seguinte, vemo-lo entre os defensores de Arzila, durante o cerco posto pelo Rei de Fez, de 30 de Abril a 3 de Maio de 1516.

### Capitão de Safim
Em 1534, finalmente, Luís de Loureiro obtinha a sua primeira Capitania. Colocado à frente de Safim, por altura do mais apertado dos cercos que a Praça sofreu, e após a morte em combate pelos mouros dos esforçados guerreiros Lopo Barriga e do anterior Capitão da praça-forte de Safim D. João de Faro, este foi substituído por Rui Freire que, entretanto, era muito jovem. Por essa razão, o Rei D. João III de Portugal enviou para governar Safim como seu 11.º Capitão Luís de Loureiro, antes de enviar outro Capitão, D. Garcia de Noronha. Luís de Loureiro apenas exerceu a função por um mês, de Março a Maio ou de 28 de Maio, data em que chegou, até Junho de 1534, defendendo-a do ataque dos mouros. Luís de Loureiro exerceu o cargo com tanta actividade, inteligência e coragem, que os serviços prestados nesse tempo vieram a ser alegados mais tarde ao conceder-se-lhe Carta de Brasão.

### Capitão de Santa Cruz do Cabo de Gué
A nomeação para o cargo de Capitão e Governador da Praça de Santa Cruz do Cabo de Gué, que se seguiu, foi, certamente, devida ao prestígio de que Luís de Loureiro já então gozava na Corte Portuguesa. Nessa data de Maio ou Junho de 1534, foi enviado para Santa Cruz do Cabo de Gué, em substituição de D. Guterre de Monroy, que o Rei chamava para Portugal.
Começou a exercer o Governo da Fortaleza de Santa Cruz do Cabo de Gué como seu 13.º e penúltimo Capitão entre Junho e 3 de Novembro de 1534. Apesar de pazes "quasy feitas de Dom Goterres", teve que combater várias vezes "e sempre sahya com o milhor d'elles". Em Santa Cruz, experimentada num cerco igualmente estreito, em que estivera a ponto de se render às forças de Mulei Maomé Axeique, Xerife de Suz, em 1533, manteve-se Luís de Loureiro durante quatro anos, de 1534 a 1538, escaramuçando a cada passo com os Alcaides da região, e negociando, pouco antes de terminado o seu Governo, as tréguas tão necessárias aos Xerifes, que queriam continuar a sua luta com o Rei de Fez, como aos Portugueses, precisados de reparar os danos causados pelos assédios, e de abastecer e municiar as Praças. Então celebrou a paz com o Xerife Maomé Axeique por seis anos. As tréguas com Santa Cruz ficaram assentes em fins de Agosto ou princípios de Setembro de 1536 e deviam durar quatro anos. As das Praças de Safim, Azamor e Mazagão só foram definitivamente concertadas em Abril de 1537, com uma duração de três anos. Ao cabo de quase cinco anos, em 1538, D. Guterre de Monroy voltou para governar Santa Cruz, e, três anos mais tarde, Luís de Loureiro foi novamente nomeado Capitão de Safim.

### Capitão de Safim
Entre 1541 e 1542 voltou a ser 15.º Capitão de Safim, de cuja Capitania foi o último titular antes da sua evacuação, após o que foi nomeado Capitão-Mor de Mazagão.
Luís de Loureiro, depois dum descanso em Portugal, voltou a Marrocos, encarregado do Governo de Mazagão. Marrocos, nesse período, conhecia o poder cada vez mais forte dos "Xarifes" Amade Alaraje e, sobretudo, Maomé Axeique, marcado pela intenção de reunificar o país, e que, no ano anterior, havia obtido uma expressiva vitória sobre os cristãos, apoderando-se da Fortaleza do Cabo de Gué a 12 de Março de 1541. As coisas portuguesas em África caminhavam bastante mal: caída em poder do Xerife Mulei Maomé Axeique a vila de Santa Cruz, a 12 de Março de 1541, o poder deste e o de seu irmão, Mulei Amade Alaraje, Senhores de todo o Sul Marroquino, ameaçava, por um lado, o fraco Amade Uatassi, Rei de Fez, e, por outro, as Praças Portuguesas da Costa Atlântica. D. João III, após grandes hesitações, ia decidir-se pelo desamparo dalgumas dessas Praças, e pela conservação, naquela costa, dum Porto bem fortificado e de acesso marítimo relativamente fácil. Esse Porto era Mazagão, cuja Fortaleza vinha sendo edificada, segundo os planos do Arquitecto Militar Italiano Benedito de Ravena, pelo célebre Mestre João de Castilho.
No fim do ano de 1541, já foi possível passar para ali os moradores de Azamor, lugar afastado duas ou três léguas para o Norte, e de cujo despejo o Monarca encarregava, bem como do de Safim, o notável D. João de Castro, futuro Governador da Índia. Este, conseguiu desempenhar-se do duro encargo numa operação admirável, pela maneira como foi planeada e executada.

### Capitão-Mor de Mazagão
Em 1541 ou 1542 foi nomeado 8.º Capitão-Mor de Mazagão. Luís de Loureiro conservou-se aí até 1548.
A balbúrdia e o alvoroço que iam naquele lugar entre os evacuados de Safim e Azamor, eram indescritíveis. Refere-se-lhes o Capitão, na carta em que propõe ao Rei D. João III que se dê a Mazagão o nome de Vila da Boaventura.
Durante todo este período, davam-se em Marrocos acontecimentos graves. Os dois Xerifes desentendidos guerreavam-se até à completa derrota dum deles, Amade Alaraje, e ao estabelecimento do domínio do segundo em todo o Sul de Marrocos. Desaparecida a frente Cristã da costa do Atlântico pela perda de Santa Cruz e pelo despejo de Safim e Azamor, restava ao Xerife a tarefa de conquistar o Reino de Fez ao seu fraco Soberano. Este, fora aprisionado em 1545, ao terminar a Batalha do Ouadi Derna. Reintegrado no seu trono, depois de ter estado dois anos a ferros, Amade Uatassi encontrava-se bloqueado na sua capital, desde os fins de 1547, sem condições de resistência e abandonado dos seus Alcaides principais, que viam no Xerife o Sol nascente e no Sultão abatido o antigo aliado dos cristãos. Em paz com Portugal, o Rei de Fez Amade Uatassi que, embora Sultão legítimo do país, apenas reinava efectivamente sobre Fez e os seus arredores, não opunha grande resistência ao seus inimigo de Marraquexe e do Suz. O avanço de Maomé Axeique trazia em grande sobressalto a Corte Portuguesa. Os Portugueses compreendem que, se derem a oportunidade duma unificação do país, não terão meios para atender às necessidades de todas as vilas e fortalezas que controlam na região. Por esse motivo, Luís de Loureiro chegou a propor, em 1547, a D. João III, que se atacasse o Xerife com um desembarque no Suz, para evitar a Conquista de Fez pelo Xerife, enquanto o Rei de Fez preparava uma Armada contra ele. D. João III chamou-o, então, a Lisboa, e encarregou-o de recrutar gente de guerra no Puerto de Santa María, na Andaluzia. Essa gente devia ser enviada para Tânger, Arzila e Ceuta. Ia seguir, também, o necessário à construção dum Forte no Morro sobranceiro à povoação de Alcácer Ceguer, na costa do Estreito de Gibraltar, por haver receio de que o Xerife quisesse utilizar este local, para, à imitação dos invasores árabes precedentes, tentar, por sua vez, levar as suas Tropas à Península Ibérica. Com aquela Armada, Amade Uatassi partiu de Fez a 25 de Janeiro de 1548, mas retornou sem ter executado nenhuma acção. A situação agravou-se, depois, no ano seguinte, com a Conquista de Fez, que foi tomada pelo Xerife Maomé Axeique, a 29 ou 31 de Janeiro de 1549, e as suas ameaças contra os lugares portugueses do Norte, especialmente Arzila e Alcácer Ceguer.
Nesse contexto, D. João III mandou fortalecer as suas praças no Marrocos, erguer o forte do Seinal e, para "guarnecer convenientemente todos êstes lugares mandou vir ao reino Luís de Loureiro (…) muito experiente nas cousas d'África, e no fim de Fevereiro enviou-o a Andaluzia a recrutar a gente de guerra necessária". Luís de Loureiro voltou, então, à Andaluzia, para continuar o abastecimento das Praças. Mas o Conselho do Rei resolvia, subitamente, o despejo de Arzila, e encarregava de o levar a cabo a Luís de Loureiro. Este, largou do Puerto de Santa María e, conforme as últimas ordens que recebera, promoveu o embarque das mulheres, crianças e moradores, bem como o das munições, e ocupou a vila, temporariamente, com seus Fronteiros e Soldados.
Permaneceu no cargo até 1548, sendo nomeado 18.º Capitão de Arzila em 1549 ou 1550.

### Capitão de Arzila
Nesse mesmo ano de 1549, D. Francisco Coutinho, o 3.º Conde de Redondo, que então era Capitão e Governador de Arzila, entregou-lhe o lugar e retirou-se para o Reino, tendo recebido, depois, várias mercês de D. João III. Informou "el-rei [D. João III] que se dizia que os filhos do Xerife com muitos alcaides se preparavam para virem sôbre os lugares de África, principalmente sobre Alcácer e Arzila". Assim, o Rei ordenou buscar o resto do socorro ao Algarve e à Andaluzia, por Luís de Loureiro, que estava em Alcácer Ceguer. Mas isso era apenas uma manobra de diversão, uma vez que a evacuação de Arzila já estava decidida em Conselho, uma vez que esta praça não tinha porto seguro, e que o Rei D. Carlos I de Espanha mostrou indiferença ao pedido de ajuda formulado pelo Rei de Portugal. As reais ordens de Luís de Loureiro, que tinha a missão declarada de socorrer os lugares de África, devia ajuntar no porto de Arzila 60 navios "que se julgaram bastantes para a embarcação de todos os moradores da vila". O motivo do segredo era que os "mouros o não soubessem (…) para não estorvar o despejo".
Devia Luís de Loureiro recolher nos navios todos os moradores, "a artelharia, as munições; que se derubasse a igreja de S. Bartolomeu e o mosteiro de S. Francisco, os clérigos e objectos sagrados dela fôssem levados para a Sé de Tânger, e os frades dêle para o mosteiro de Tânger, da mesma ordem", que se metesse fogo à vila, mas antes que se avaliasse os bens dos moradores para os indemnizar. O capitão devia também partir.
Mas houve contratempos, e o "Rei de Beles" (Alboácem Ali ibne Maomé, tio do antigo Rei de Fez Amade Uatassi), propôs ao Rei ficar com Arzila, para lutar contra o Xerife. Por isso, foi apenas em 17 de Agosto de 1549 que o soberano determinou a Luís de Loureiro fazer a evacuação, mas ele devia ficar, com os soldados, até outro recado que lhe daria "logo que viesse resposta de el-rei de Beles sobre os fundamentos do seu pedido". A operação de evacuação foi concluída a 28 de Agosto, permanecendo os soldados de prontidão, com Luís de Loureiro como Capitão.
Luís de Loureiro conservou-se à frente da Praça, à espera de a poder entregar a Abû Hassûn 'Alî, último Príncipe Oatácida que ainda resistia ao Xerife, e que, por isso, contava com a boa vontade de Portugueses e Espanhóis. Mas tal facto não se deu, por ter Abû Hassûn 'Alî abandonado pela Espanha o território de Vélez, seu apanágio, donde provinha chamarem-lhe os cristãos Rei de Beles. As negociações com Abû Hassûn 'Alî não produziram fruto e, finalmente, por esse motivo, Luís de Loureiro desamparou definitivamente a cidade, derrubando-lhe as fortificações, e "acabou de despejar Arzila em 24 de Agôsto de 1550, isto é no mesmo dia e mês em que, em 1471, D. Afonso V entrara na vila", data do 79.º Aniversário da sua entrada vitoriosa.
Em Junho desse mesmo ano de 1550, segundo Frei Luís de Sousa, o mesmo Capitão despejava e derribava Alcácer Ceguer e a obra incompleta do Seinal.
Em paga da sua dedicação e actividade nestas horas críticas, o Rei D. João III, que já dera Carta de Conselho ao seu Capitão, a 23 de Fevereiro de 1549, e o nomeara 1.º Adail-Mor Hereditário dos Reinos e Senhorios de Portugal, concedia-lhe, aliás acrescentou-lhe, seu Brasão de Armas,  por Carta de 26 de Julho de 1551, em atenção aos muitos serviços que lhe prestou, tanto na Corte como fora dela e em África, na guerra contra os Infiéis, e, principalmente, pela sua acção no ano de 1534, quando foi por Capitão à Cidade no Cerco de Safim, defendendo-a do ataque dos mouros, assim como no tempo em que esteve por Capitão na Capitania da Vila de Mazagão, nas lutas com certos Alcaides, na entrada em Azamor, já então na posse do Xerife, cujo Capitão enviou cativo para Lisboa, e em muitas outras ocasiões, nas quais deu sempre provas do seu grande valor. O acrescentamento de armas concedido a Luís de Loureiro foi ordenado desta forma: esquartelado, o primeiro, de vermelho, com uma cidade de prata, aberta, iluminada, com portas, frestas e lavrada de negro, ladeada à esquerda de uma escada de ouro, encostada a ela e lançada contra as suas ameias, o segundo e o terceiro, de vermelho, com cinco folhas de figueira de verde, nervadas e perfiladas de ouro, com os pés do mesmo, postas em sautor (de Figueiredo, armas que os de Loureiro usaram por não terem armas próprias, cujo timbre é um braço vestido de azul, com um ramo de figueira de ouro na mão, folhado de cinco peças de verde, ou dois braços de leão de vermelho, passados em aspa, e cada um com uma folha de figueira de verde nas garras), e o quarto, partido, a primeira, de ouro, com uma bandeira de verde, hasteada de vermelho e armada com ferro de prata, posta em pala, e a segunda, de vermelho, com uma bandeira de prata, hasteada de ouro, e armada com ferro de prata, posta em pala; timbre: meio mouro, o Alcaide de Azamor, nascente de sua cor, com as mãos atadas de ouro, sustido, entre eles, por dois braços de leão de vermelho, passados em aspa, tendo cada um com uma folha do escudo na garra. Afonso de Dornelas publicou este notável documento, na sua História e Genealogia, Vol. IX, pp. 184–185.

### Capitão de Tânger
Em 1552, Luís de Loureiro foi nomeado 19.º Capitão da praça-forte de Tânger. Aí chegou a 19 de Novembro do dito ano, e, três dias mais tarde, o seu predecessor, João Álvares de Azevedo, entregou-lhe o governo da cidade.
Mas, a 13 de Março de 1553, o herói, que governava Tânger havia quase cinco meses, acabava a sua carreira numa escaramuça com os homens do Alcaide de Arzila, que já matara o filho de D. Duarte de Meneses, Capitão de Tânger, e outros Cavaleiros. Tendo-se atirado, à frente de 80 lanças, contra uma linha de 200 cavaleiros inimigos, Luís de Loureiro encontrou-se, uma vez roto o primeiro obstáculo, diante dum grupo compacto, com o qual não contava, e aí encontrou a morte, ao lado de 60 dos seus companheiros.
Foi «desbaratado e morto pelos mouros, fora da cidade». : Tinha enviado «o almocadem João de Meneses com trinta de cavalo para favorecer os atalhadores que tinha mandado fora a descobrir e assegurar o campo. Encontraram alguns mouros e acometendo-os mataram um dos mais importantes. Parecendo-lhes que não eram mais empenharam-se em seguilos contra a ordem que levavam. Têve o General aviso e mandou tirar oito peças de artilharia para que a gente se retirasse. Vendo que não obedeciam, saíu fora para favorecer os seus que via em perigo. Chegou até a atalaia alta, onde se deteve (...). Vindo a noite retiraram-se e as atalaias recolheram-se, sem esperar que o fizesse o General, como eram obrigadas. Com isto os mouros, que eram muitos, tiveram tempo de melhorar a sua situação (...). Vendo o General que já se tinham recolhido os atalhadores e a gente que tinha mandado em seu favor, como o Adail, atacou os mouros, que eram mais de cem de cavalo, e dispersou-os e pôz em fuga com grande dano. Não obstante, no mesmo ponto desceram ou baixaram duas bandeiras com grande número de gente. Como vinham de refresco e encontraram os nossos cansados e divididos, acometeram-nos por toda a parte. Voltaram também e ajuntaram-se a eles os que fugiam, e apesar do capitão fazer o que devia, foi vencido e morto com a maior parte dos que tinha consigo que antes quizeram perder a vida com seu general, que conserva-la com infamia e deshonra. Morreram cinquenta e nove (...). Cristóvão Lobo e Sebastião Banha caíram cativos. O resto do pessoal retirou-se com o sentimento que pedia tão grande perda, sendo a maior a da pessoa do General Luís de Loureiro, que depois de têr governado com grande opinião de valente e sensato, Alcácer, Arzila e Mazagão, e de têr alcansado dos mouros muitas insignes vitórias, morreu entre eles, mais por desordem e desobediência dos seus que pelo valor dos seus inimigos.»

### Outros cargos e mercês
Foi Senhor do Morgado de Loureiro, tendo sido o primeiro Morgado deste Apelido, para além de Senhor da Casa de Loureiro, e doutro em Penalva, Fidalgo do Conselho de El-Rei D. João III de Portugal e Fidalgo da sua Casa Real, Comendador de Vila de Rei e doutra Comenda, a de São Tomé de Penela, na Ordem de Cristo, Adail-Mor do Reino, vinculou ao seu Morgado de Loureiro as duas partes da Igreja de Silgueiros, por Breve Apostólico do Papa Júlio III, tendo sido, por isso, Padroeiro da Abadia de Silgueiros, e foi muito valoroso e rico. E El-Rei lhe deu 200$000 réis de juro, os quais, por sua morte, anexou sua filha Isabel de Loureiro ao Senhorio do Morgado de Santar ou Assentar. El-Rei D. João III de Portugal lhe escreveu cartas de muita honra, que teve em seu poder o seu sucessor Nuno de Barros de Loureiro.
A actividade deste notável Capitão foi narrada na obra Vida do famoso herói Luís de Loureiro, de Lourenço Anastácio Mexia Galvão, Lisboa, 1782. À parte algumas deficiências de informação, este trabalho, se não se contar um tentame de Afonso de Dornelas, é a única biografia do homem a que coube realizar a obra de liquidação do Domínio Português em Marrocos.
Granjeou muita fama no seu tempo, a prová-lo o poema D. Jaime de Tomás Ribeiro:
| “ | Que belo tempo foi esse Das bravas de Mazagão! Lhe tornou Pinto Ribeiro Com rosto mais prazenteiro Com mais elevada voz. Mas no tempo em que vivemos Teremos-lhe invejo nós? De quê? Do Garife Hamet Rei do Marrocos guerreiro, A quem Luís do Loureiro Susteve iras de pé? Que lhe fez Luís Loureiro Que lhe rendeu o seu valor Em ser bravo primeiro Na tomada de Azamor? | ” |

### Casamento e descendência
Desposou Guiomar Machado, filha de Jorge Machado, Fronteiro de Mazagão, e de sua mulher, a qual sua mulher ele matou, dizem que sem razão, em Mazagão, entre 1542 e 1548, com a qual teve geração legítima, que se extinguiu:
- Henrique de Loureiro, que mataram os mouros em África, de 18 anos, sem geração
- Ambrósia de Loureiro, por vezes Ambrósia do Loureiro, que foi desposada por Lopo Peixoto de Melo, 5.º Senhor de Penafiel, 2.º Adail-Mor do Reino Hereditário em sucessão a seu sogro, primo-sobrinho-neto de Nicolau Coelho e primo-sobrinho-neto em 2.º grau de Pedro Álvares Cabral, e, por este casamento, entrou na família dos Peixoto o ofício de Adail-Mor, cuja única filha foi:
  - Joana de Melo, 6.ª Senhora de Penafiel, casou com D. Álvaro de Castro, 3.º Adail-Mor do Reino Hereditário em sucessão a seu sogro, sem geração
- Isabel de Loureiro, segunda mulher de D. Luís da Cunha, 3.º Senhor de Santar ou Assentar, Barreiro, Óvoa e Senhorim, sem geração

Teve duma mulher solteira, Brites de Escovar, um filho bastardo e uma filha bastarda, ambos Religiosos, ou, da mesma, os dois filhos bastardos e as duas filhas bastardas que teve:
- Luís Anes ou Eanes de Loureiro, que alguns fazem filho legítimo, a quem seu pai deixara o Morgado, que mataram os mouros numa escaramuça com 14 anos, sem geração
- Henrique de Loureiro, que alguns fazem filho legítimo, que se meteu Frade da Ordem de São Domingos e se chamou Frei Luís ou Diogo de Loureiro
- Genebra de Loureiro, que alguns fazem filha legítima, também Religiosa, Freira na Conceição de Lisboa
- Brites de Loureiro, que alguns fazem filha legítima, Freira no Convento da Madre de Deus, em Xabregas, nos arredores de Lisboa

O seu Vínculo passou à linha de Nuno de Barros de Loureiro.